# Coupe du monde de cricket de 2015
Navigation
Coupe du monde 2011 Coupe du monde 2019
La Coupe du monde de cricket de 2015 est la onzième édition de la Coupe du monde de cricket. Elle se déroule en Australie et en Nouvelle-Zélande du 14 février au 29 mars 2015. Quatorze sélections y participent : les 10 membres de plein droit de l'International Cricket Council (ICC), qualifiés d'office, et quatre équipes s'étant hissées à ce niveau par le biais de divers tournois et épreuves de qualification. Le premier tour se compose de deux groupes de sept. Il est suivi d'une phase à élimination directe : quarts de finale, demi-finales, et finale au Melbourne Cricket Ground de Melbourne.
L'équipe d'Australie remporte la compétition pour la cinquième fois de son histoire et la quatrième depuis 1999 en battant en finale la Nouvelle-Zélande, dont c'est la première apparition en finale. Le batteur néo-zélandais Martin Guptill marque le plus de courses dans cette édition, 547, tandis que les lanceurs de la Nouvelle-Zélande Trent Boult et de l'Australie Mitchell Starc prennent le plus grand nombre de guichets, 22. Starc est également nommé meilleur joueur de l'épreuve.

## Organisation

### Choix du lieu
L'Australie et la Nouvelle-Zélande se portent candidates à l'organisation de la Coupe du monde 2011. Leur dossier est le seul prêt avant mars 2006, date limite de dépôt des dossiers. L'International Cricket Council (ICC) accorde cependant un délai supplémentaire à la candidature commune de l'Inde, du Pakistan, du Sri Lanka et du Bangladesh pour la remise du sien. Celui-ci est finalement prêt le 20 avril, à la veille de la nouvelle échéance. Le comité exécutif de l'ICC, composé de 13 membres (les représentants de chacun des dix membres de plein droit et trois représentants des autres nations) se réunit le 30 avril. La candidature asiatique est retenue par 10 voix contre 3. Les deux pays océaniens se voient cependant attribuer la Coupe du monde 2015 en « lot de consolation ». C'est la deuxième fois que ces deux pays accueillent la Coupe du monde masculine, après celle de 1992.
Le 12 février 2015, Disney UTV Digital au travers d'Indiagames dévoile ICC Pro Cricket 2015, le jeu officiel multi-plateforme de la Coupe du monde de cricket de 2015.

## Acteurs de la Coupe du monde

### Équipes qualifiées

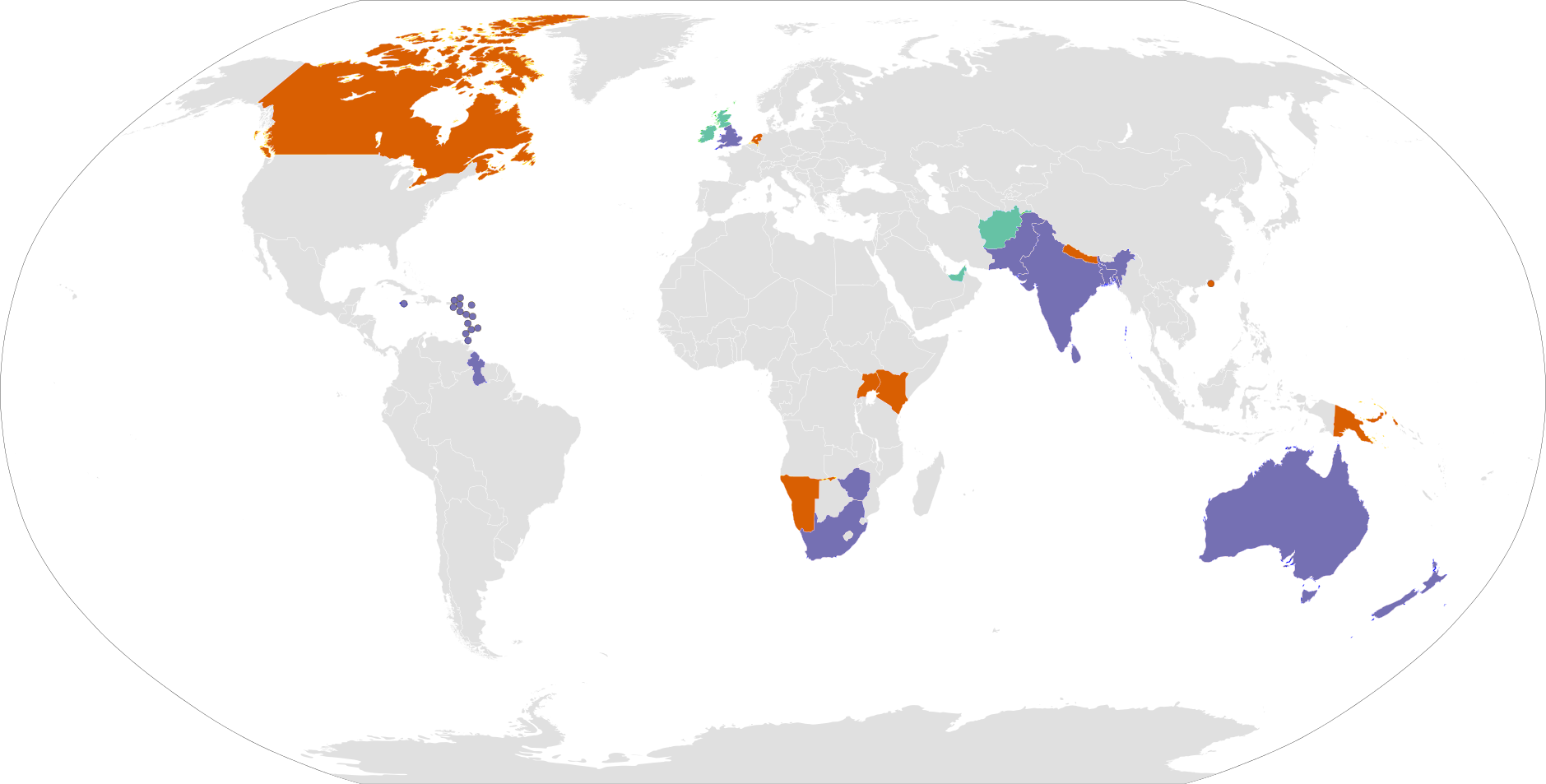
Carte des équipes qualifiées et ayant participé au tournoi de qualification. En vert foncé, les dix nations qualifiées d'office, en vert clair, les quatre nations qualifiées, en rouge, les nations ayant participé au tournoi de qualification mais non qualifiées.

| Équipe              | Méthode de qualification                | Participation |
| ------------------- | --------------------------------------- | ------------- |
| Angleterre          | Membre de plein droit de l'ICC          | 11e           |
| Afrique du Sud      | Membre de plein droit de l'ICC          | 7e            |
| Inde                | Membre de plein droit de l'ICC          | 11e           |
| Australie           | Membre de plein droit de l'ICC          | 11e           |
| Sri Lanka           | Membre de plein droit de l'ICC          | 11e           |
| Pakistan            | Membre de plein droit de l'ICC          | 11e           |
| Indes occidentales  | Membre de plein droit de l'ICC          | 11e           |
| Bangladesh          | Membre de plein droit de l'ICC          | 5e            |
| Nouvelle-Zélande    | Membre de plein droit de l'ICC          | 11e           |
| Zimbabwe            | Membre de plein droit de l'ICC          | 9e            |
| Irlande             | 1re du Championnat de la Ligue mondiale | 3e            |
| Afghanistan         | 2e du Championnat de la Ligue mondiale  | 1re           |
| Écosse              | 1re du Tournoi de qualification         | 3e            |
| Émirats arabes unis | 2e du Tournoi de qualification          | 2e            |

## Villes et stades

### Villes et stades en Australie
| Canberra                                                 | Brisbane                                                       | Adélaïde                                       |
| -------------------------------------------------------- | -------------------------------------------------------------- | ---------------------------------------------- |
| Manuka Oval Capacité prévue : 13 550                     | Brisbane Cricket Ground Capacité prévue : 42 000               | Adelaide Oval Capacité prévue : 53 500         |
| Le stade Manuka Oval                                     |                                                                |                                                |
| Hobart                                                   | \| Canberra Adélaïde Brisbane Hobart Melbourne Perth Sydney \| |                                                |
| Bellerive Oval Capacité prévue : 20 000                  | \| Canberra Adélaïde Brisbane Hobart Melbourne Perth Sydney \| |                                                |
|                                                          | \| Canberra Adélaïde Brisbane Hobart Melbourne Perth Sydney \| |                                                |
| Melbourne                                                | Perth                                                          | Sydney                                         |
| Melbourne Cricket Ground Capacité prévue : 100 000       | WACA Ground Capacité prévue : 24 500                           | Sydney Cricket Ground Capacité prévue : 48 000 |
|                                                          |                                                                |                                                |
| Canberra Adélaïde Brisbane Hobart Melbourne Perth Sydney |                                                                |                                                |

### Villes et stades en Nouvelle-Zélande
| Dunedin                                                         | Christchurch                                                          | Auckland                                 |
| --------------------------------------------------------------- | --------------------------------------------------------------------- | ---------------------------------------- |
| University Oval Capacité prévue : 6 000                         | Hagley Oval Capacité prévue : 20 000                                  | Eden Park Capacité prévue : 50 000       |
|                                                                 |                                                                       |                                          |
| Hamilton                                                        | \| Auckland Christchurch Dunedin Hamilton Napier Nelson Wellington \| |                                          |
| Seddon Park Capacité prévue : 12 000                            | \| Auckland Christchurch Dunedin Hamilton Napier Nelson Wellington \| |                                          |
|                                                                 | \| Auckland Christchurch Dunedin Hamilton Napier Nelson Wellington \| |                                          |
| Napier                                                          | Nelson                                                                | Wellington                               |
| McLean Park Capacité prévue : 22 500                            | Saxton Oval Capacité prévue : 5 000                                   | Westpac Stadium Capacité prévue : 36 000 |
|                                                                 |                                                                       |                                          |
| Auckland Christchurch Dunedin Hamilton Napier Nelson Wellington |                                                                       |                                          |

## Déroulement de la compétition

### Groupe A

#### Classement du groupe A
À l'issue du match Angleterre - Bangladesh (9 mars) :
| Rang | Équipe           | Pts | J | G | É | P | Ab | Tdf    |
| ---- | ---------------- | --- | - | - | - | - | -- | ------ |
| 1    | Nouvelle-Zélande | 12  | 6 | 6 | 0 | 0 | 0  | 2,564  |
| 2    | Australie        | 9   | 6 | 4 | 0 | 1 | 1  | 2,257  |
| 3    | Sri Lanka        | 8   | 6 | 4 | 0 | 2 | 0  | 0,371  |
| 4    | Bangladesh       | 7   | 6 | 3 | 0 | 2 | 1  | 0,136  |
| 5    | Angleterre       | 4   | 6 | 2 | 0 | 4 | 0  | -0,753 |
| 6    | Afghanistan      | 2   | 6 | 1 | 0 | 5 | 0  | -1,853 |
| 7    | Écosse           | 0   | 6 | 0 | 0 | 6 | 0  | -2,218 |

#### Résultats des matchs du groupe A

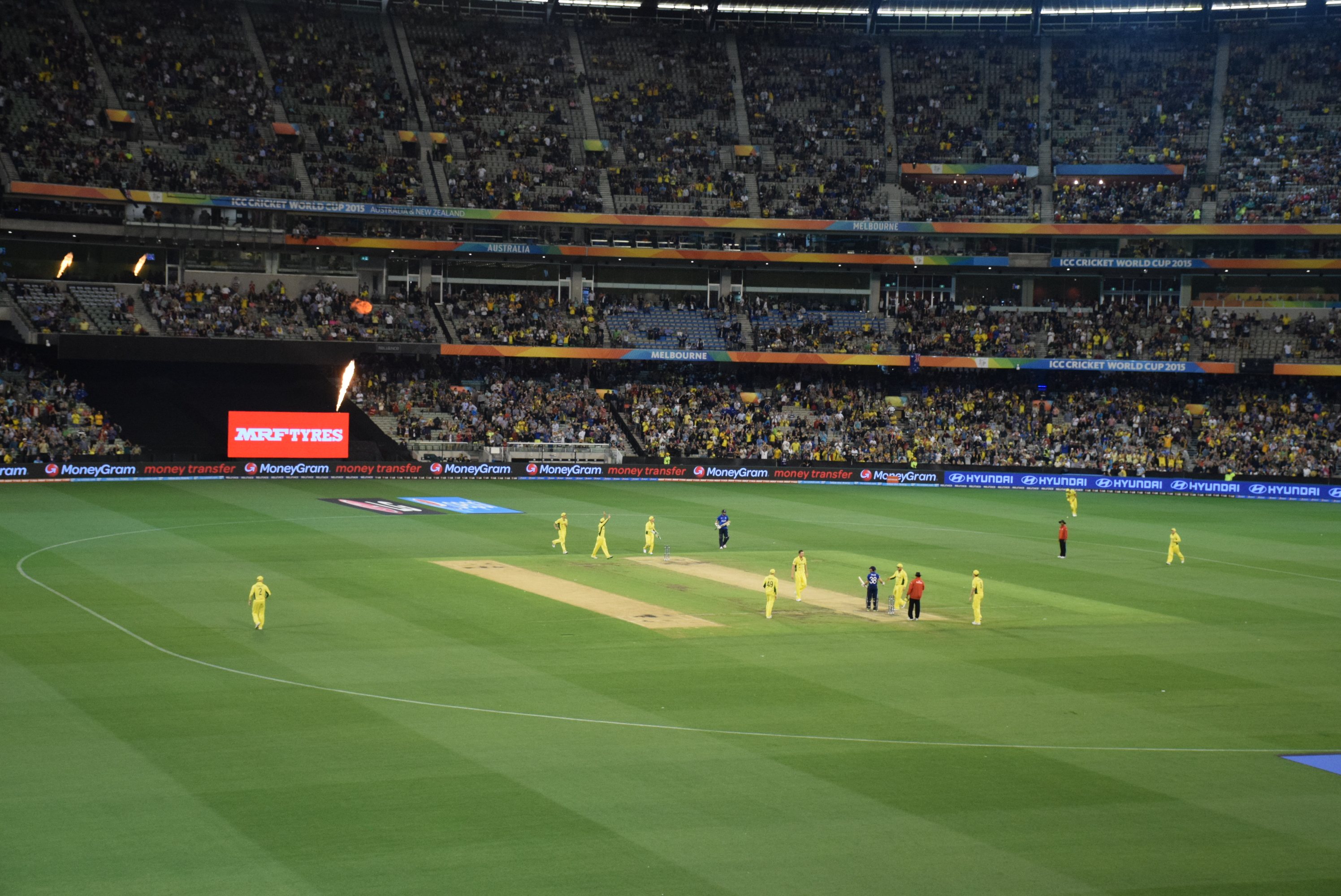
Scène du match entre l'Australie et l'Angleterre, 14 février, Melbourne Cricket Ground.

| Date       | Stade                       | Première manche                                    | Second manche                                      | Vainqueur                                          |
| ---------- | --------------------------- | -------------------------------------------------- | -------------------------------------------------- | -------------------------------------------------- |
| 14 février | Hagley Oval, Christchurch   | Nouvelle-Zélande 331/6                             | Sri Lanka 233                                      | Nouvelle-Zélande par 98 courses                    |
| 14 février | MCG, Melbourne              | Australie 342/9                                    | Angleterre 231                                     | Australie par 111 courses                          |
| 17 février | University Oval, Dunedin    | Écosse 142                                         | Nouvelle-Zélande 146/7                             | Nouvelle-Zélande par 3 guichets                    |
| 18 février | Manuka Oval, Canberra       | Bangladesh 267                                     | Afghanistan 162                                    | Bangladesh par 105 courses                         |
| 20 février | Westpac Stadium, Wellington | Angleterre 123                                     | Nouvelle-Zélande 125/2                             | Nouvelle-Zélande par 8 guichets                    |
| 21 février | Gabba, Brisbane             | Match abandonné entre l'Australie et le Bangladesh | Match abandonné entre l'Australie et le Bangladesh | Match abandonné entre l'Australie et le Bangladesh |
| 22 février | University Oval, Dunedin    | Afghanistan 232                                    | Sri Lanka 236/6                                    | Sri Lanka gagne par 4 guichets                     |
| 23 février | Hagley Oval, Christchurch   | Angleterre 303/8                                   | Écosse 184                                         | Angleterre par 119 courses                         |
| 26 février | University Oval, Dunedin    | Écosse 210                                         | Afghanistan 211/9                                  | Afghanistan (1 guichet)                            |
| 26 février | MCG, Melbourne              | Sri Lanka 332/1                                    | Bangladesh 240                                     | Sri Lanka (92 courses)                             |
| 28 février | Eden Park, Auckland         | Australie 151                                      | Nouvelle-Zélande 152/9                             | Nouvelle-Zélande (1 guichet)                       |
| 1er mars   | Westpac Stadium, Wellington | Angleterre 309/6                                   | Sri Lanka 312/1                                    | Sri Lanka (9 guichets)                             |
| 4 mars     | WACA Ground, Perth          | Australie 417/6                                    | Afghanistan 142                                    | Australie (275 courses)                            |
| 5 mars     | Saxton Oval, Nelson         | Écosse 318/8                                       | Bangladesh 322/4                                   | Bangladesh (6 guichets)                            |
| 8 mars     | McLean Park, Napier         | Afghanistan 186                                    | Nouvelle-Zélande 188/4                             | Nouvelle-Zélande (6 guichets)                      |
| 8 mars     | SCG, Sydney                 | Australie 376/9                                    | Sri Lanka 312                                      | Australie (64 courses)                             |
| 9 mars     | Adelaide Oval, Adélaïde     | Bangladesh 275/7                                   | Angleterre 260                                     | Bangladesh (15 courses)                            |
| 11 mars    | Bellerive Oval, Hobart      | Sri Lanka 363/9                                    | Écosse 215                                         | Sri Lanka (148 courses)                            |
| 13 mars    | Seddon Park, Hamilton       | Bangladesh 288/7                                   | Nouvelle-Zélande 290/7                             | Nouvelle-Zélande (3 guichets)                      |
| 13 mars    | SCG, Sydney                 | Afghanistan 111/7                                  | Angleterre 101/1                                   | Angleterre (9 guichets, méthode D/L)               |
| 14 mars    | Bellerive Oval, Hobart      | Écosse 130                                         | Australie 133/3                                    | Australie (7 guichets)                             |

### Groupe B

#### Classement du groupe B
À l'issue du match Irlande - Zimbabwe (7 mars) :
| Rang | Équipe              | Pts | J | G | É | P | Ab | Tdf    |
| ---- | ------------------- | --- | - | - | - | - | -- | ------ |
| 1    | Inde                | 12  | 6 | 6 | 0 | 0 | 0  | 1,827  |
| 2    | Afrique du Sud      | 8   | 6 | 4 | 0 | 2 | 0  | 1,707  |
| 3    | Pakistan            | 8   | 6 | 4 | 0 | 2 | 0  | -0,085 |
| 4    | Indes occidentales  | 6   | 6 | 3 | 0 | 3 | 0  | -0,053 |
| 5    | Irlande             | 6   | 6 | 3 | 0 | 3 | 0  | -0,933 |
| 6    | Zimbabwe            | 2   | 6 | 1 | 0 | 5 | 0  | -0,527 |
| 7    | Émirats arabes unis | 0   | 6 | 0 | 0 | 6 | 0  | -2,032 |

#### Résultats des matchs du groupe B

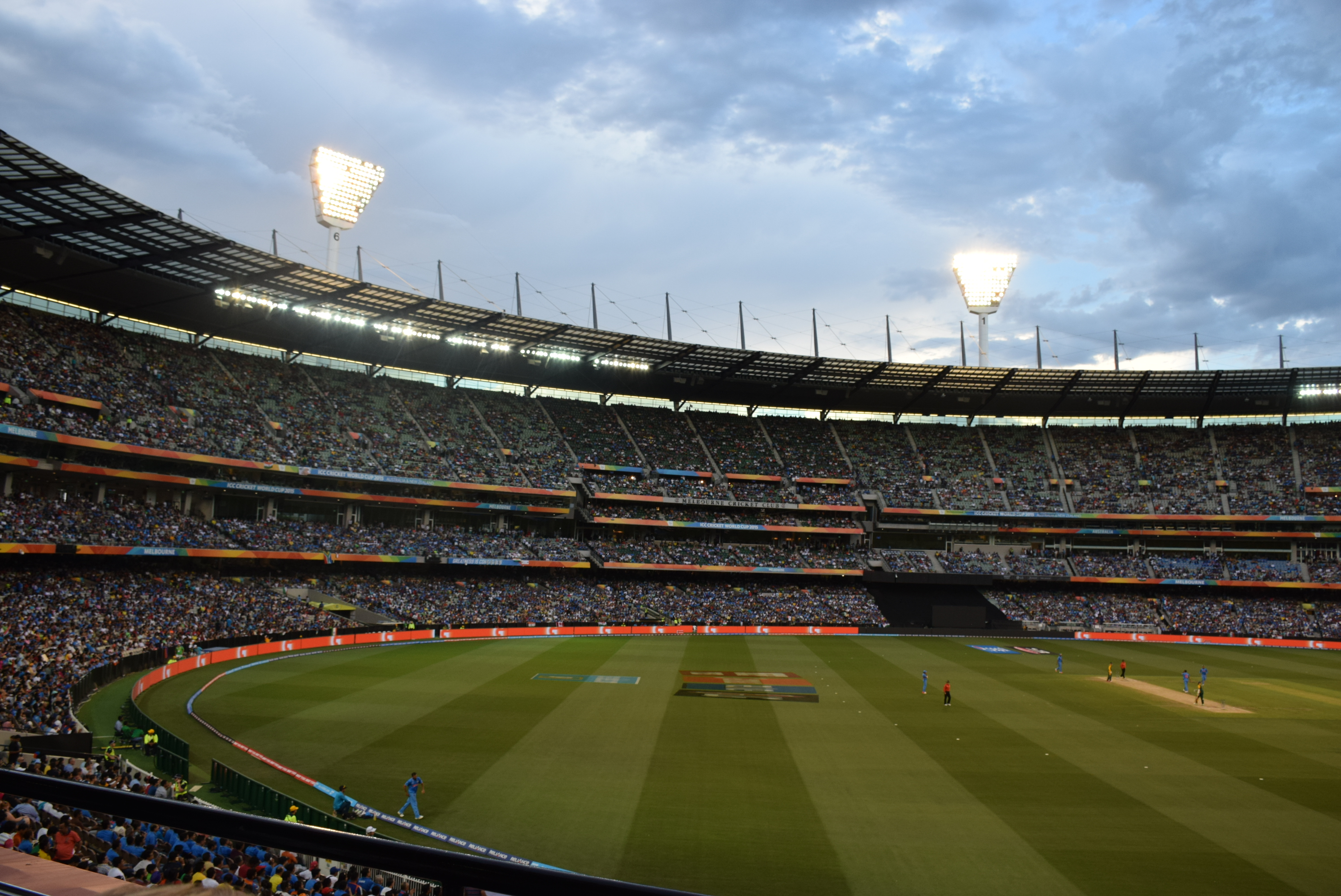
Scène du match entre l'Inde et l'Afrique du Sud, 22 février, Melbourne Cricket Ground.

| Date       | Stade                       | Première manche           | Second manche             | Vainqueur et écart                 |
| ---------- | --------------------------- | ------------------------- | ------------------------- | ---------------------------------- |
| 15 février | Seddon Park, Hamilton       | Afrique du Sud 339/4      | Zimbabwe 277              | Afrique du Sud (62 courses)        |
| 15 février | Adelaide Oval, Adélaïde     | Inde 300/7                | Pakistan 224              | Inde (76 courses)                  |
| 16 février | Saxton Oval, Nelson         | Indes occidentales 304/7  | Irlande 307/6             | Irlande (6 guichets)               |
| 19 février | Saxton Oval, Nelson         | Émirats arabes unis 285/7 | Zimbabwe 286/6            | Zimbabwe (4 guichets)              |
| 21 février | Hagley Oval, Christchurch   | Indes occidentales 310/6  | Pakistan 160              | Indes occidentales (150 courses)   |
| 22 février | MCG, Melbourne              | Inde 307/7                | Afrique du Sud 177        | Inde (130 courses)                 |
| 24 février | Manuka Oval, Canberra       | Indes occidentales 372/2  | Zimbabwe 289              | Indes occidentales (73 courses)    |
| 25 février | Gabba, Brisbane             | Émirats arabes unis 278/9 | Irlande 279/8             | Irlande (2 guichets)               |
| 27 février | SCG, Sydney                 | Afrique du Sud 408/5      | Indes occidentales 151    | Afrique du Sud (257 courses)       |
| 28 février | WACA Ground, Perth          | Émirats arabes unis 102   | Inde 104/1                | Inde (9 guichets)                  |
| 1er mars   | Gabba, Brisbane             | Pakistan 235/7            | Zimbabwe 215              | Pakistan (20 courses)              |
| 3 mars     | Manuka Oval, Canberra       | Afrique du Sud 411/4      | Irlande 210               | Afrique du Sud (201 courses)       |
| 4 mars     | McLean Park, Napier         | Pakistan 339/6            | Émirats arabes unis 210/8 | Pakistan (129 courses)             |
| 6 mars     | WACA Ground, Perth          | Indes occidentales 182    | Inde 185/6                | Inde (4 guichets)                  |
| 7 mars     | Eden Park, Auckland         | Pakistan 222              | Afrique du Sud 202        | Pakistan (29 courses, méthode D/L) |
| 7 mars     | Bellerive Oval, Hobart      | Irlande 331/8             | Zimbabwe 326              | Irlande (5 courses)                |
| 10 mars    | Seddon Park, Hamilton       | Irlande 259               | Inde 260/2                | Inde (8 guichets)                  |
| 12 mars    | Westpac Stadium, Wellington | Afrique du Sud 341/6      | Émirats arabes unis 195   | Afrique du Sud (146 courses)       |
| 14 mars    | Eden Park, Auckland         | Zimbabwe 287              | Inde 288/4                | Inde (6 guichets)                  |
| 15 mars    | McLean Park, Napier         | Émirats arabes unis 175   | Indes occidentales 176/4  | Indes occidentales (6 guichets)    |
| 15 mars    | Adelaide Oval, Adélaïde     | Irlande 237               | Pakistan 241/3            | Pakistan (7 guichets)              |

### Phase à élimination directe

#### Tableau final
|  | Quarts de finale                             | Quarts de finale                     | Quarts de finale                       | Quarts de finale                     |                  |                  | Demi-finales                 | Demi-finales                 | Demi-finales                 | Demi-finales                 |  |  | Finale                                       | Finale                                       | Finale                                       | Finale                                       |
|  |                                              |                                      |                                        |                                      |                  |                  |                              |                              |                              |                              |  |  |                                              |                                              |                                              |                                              |
|  | 21 mars, Westpac Stadium, Wellington         | 21 mars, Westpac Stadium, Wellington | 21 mars, Westpac Stadium, Wellington   | 21 mars, Westpac Stadium, Wellington |                  |                  | 24 mars, Eden Park, Auckland | 24 mars, Eden Park, Auckland | 24 mars, Eden Park, Auckland | 24 mars, Eden Park, Auckland |  |  | 29 mars, Melbourne Cricket Ground, Melbourne | 29 mars, Melbourne Cricket Ground, Melbourne | 29 mars, Melbourne Cricket Ground, Melbourne | 29 mars, Melbourne Cricket Ground, Melbourne |
|  | 21 mars, Westpac Stadium, Wellington         | 21 mars, Westpac Stadium, Wellington | 21 mars, Westpac Stadium, Wellington   | 21 mars, Westpac Stadium, Wellington |                  |                  | 24 mars, Eden Park, Auckland | 24 mars, Eden Park, Auckland | 24 mars, Eden Park, Auckland | 24 mars, Eden Park, Auckland |  |  | 29 mars, Melbourne Cricket Ground, Melbourne | 29 mars, Melbourne Cricket Ground, Melbourne | 29 mars, Melbourne Cricket Ground, Melbourne | 29 mars, Melbourne Cricket Ground, Melbourne |
|  | Nouvelle-Zélande                             | Nouvelle-Zélande                     | 393/6                                  | 393/6                                |                  |                  | 24 mars, Eden Park, Auckland | 24 mars, Eden Park, Auckland | 24 mars, Eden Park, Auckland | 24 mars, Eden Park, Auckland |  |  | 29 mars, Melbourne Cricket Ground, Melbourne | 29 mars, Melbourne Cricket Ground, Melbourne | 29 mars, Melbourne Cricket Ground, Melbourne | 29 mars, Melbourne Cricket Ground, Melbourne |
|  | Nouvelle-Zélande                             | Nouvelle-Zélande                     | 393/6                                  | 393/6                                |                  |                  | 24 mars, Eden Park, Auckland | 24 mars, Eden Park, Auckland | 24 mars, Eden Park, Auckland | 24 mars, Eden Park, Auckland |  |  | 29 mars, Melbourne Cricket Ground, Melbourne | 29 mars, Melbourne Cricket Ground, Melbourne | 29 mars, Melbourne Cricket Ground, Melbourne | 29 mars, Melbourne Cricket Ground, Melbourne |
|  | Indes occidentales                           | Indes occidentales                   | 250                                    | 250                                  |                  |                  | 24 mars, Eden Park, Auckland | 24 mars, Eden Park, Auckland | 24 mars, Eden Park, Auckland | 24 mars, Eden Park, Auckland |  |  | 29 mars, Melbourne Cricket Ground, Melbourne | 29 mars, Melbourne Cricket Ground, Melbourne | 29 mars, Melbourne Cricket Ground, Melbourne | 29 mars, Melbourne Cricket Ground, Melbourne |
|  | Indes occidentales                           | Indes occidentales                   | 250                                    | 250                                  | Afrique du Sud   | Afrique du Sud   | 281/5                        | 281/5                        |                              |                              |  |  | 29 mars, Melbourne Cricket Ground, Melbourne | 29 mars, Melbourne Cricket Ground, Melbourne | 29 mars, Melbourne Cricket Ground, Melbourne | 29 mars, Melbourne Cricket Ground, Melbourne |
|  | 18 mars, Sydney Cricket Ground, Sydney       |                                      |                                        |                                      | Afrique du Sud   | Afrique du Sud   | 281/5                        | 281/5                        |                              |                              |  |  | 29 mars, Melbourne Cricket Ground, Melbourne | 29 mars, Melbourne Cricket Ground, Melbourne | 29 mars, Melbourne Cricket Ground, Melbourne | 29 mars, Melbourne Cricket Ground, Melbourne |
|  |                                              |                                      | Nouvelle-Zélande                       | Nouvelle-Zélande                     | 299/6            | 299/6            |                              |                              |                              |                              |  |  | 29 mars, Melbourne Cricket Ground, Melbourne | 29 mars, Melbourne Cricket Ground, Melbourne | 29 mars, Melbourne Cricket Ground, Melbourne | 29 mars, Melbourne Cricket Ground, Melbourne |
|  | Sri Lanka                                    | Sri Lanka                            | Nouvelle-Zélande                       | Nouvelle-Zélande                     | 299/6            | 299/6            | 133                          | 133                          |                              |                              |  |  | 29 mars, Melbourne Cricket Ground, Melbourne | 29 mars, Melbourne Cricket Ground, Melbourne | 29 mars, Melbourne Cricket Ground, Melbourne | 29 mars, Melbourne Cricket Ground, Melbourne |
|  | Sri Lanka                                    | Sri Lanka                            | 26 mars, Sydney Cricket Ground, Sydney |                                      |                  |                  | 133                          | 133                          |                              |                              |  |  | 29 mars, Melbourne Cricket Ground, Melbourne | 29 mars, Melbourne Cricket Ground, Melbourne | 29 mars, Melbourne Cricket Ground, Melbourne | 29 mars, Melbourne Cricket Ground, Melbourne |
|  | Afrique du Sud                               | Afrique du Sud                       | 134/1                                  | 134/1                                |                  |                  |                              |                              |                              |                              |  |  | 29 mars, Melbourne Cricket Ground, Melbourne | 29 mars, Melbourne Cricket Ground, Melbourne | 29 mars, Melbourne Cricket Ground, Melbourne | 29 mars, Melbourne Cricket Ground, Melbourne |
|  | Afrique du Sud                               | Afrique du Sud                       | 134/1                                  | 134/1                                | Nouvelle-Zélande | Nouvelle-Zélande | 183                          | 183                          |                              |                              |  |  |                                              |                                              |                                              |                                              |
|  | 20 mars, Adelaide Oval, Adélaïde             |                                      |                                        |                                      | Nouvelle-Zélande | Nouvelle-Zélande | 183                          | 183                          |                              |                              |  |  |                                              |                                              |                                              |                                              |
|  |                                              |                                      | Australie                              | Australie                            | 186/3            | 186/3            |                              |                              |                              |                              |  |  |                                              |                                              |                                              |                                              |
|  | Pakistan                                     | Pakistan                             | Australie                              | Australie                            | 186/3            | 186/3            | 213                          | 213                          |                              |                              |  |  |                                              |                                              |                                              |                                              |
|  | Pakistan                                     | Pakistan                             |                                        |                                      |                  |                  |                              |                              |                              |                              |  |  |                                              |                                              |                                              |                                              |
|  | Australie                                    | Australie                            | 216/4                                  | 216/4                                |                  |                  |                              |                              |                              |                              |  |  |                                              |                                              |                                              |                                              |
|  | Australie                                    | Australie                            | 216/4                                  | 216/4                                | Australie        | Australie        | 328/7                        | 328/7                        |                              |                              |  |  |                                              |                                              |                                              |                                              |
|  | 19 mars, Melbourne Cricket Ground, Melbourne |                                      |                                        |                                      | Australie        | Australie        | 328/7                        | 328/7                        |                              |                              |  |  |                                              |                                              |                                              |                                              |
|  |                                              |                                      | Inde                                   | Inde                                 | 233              | 233              |                              |                              |                              |                              |  |  |                                              |                                              |                                              |                                              |
|  | Inde                                         | Inde                                 | Inde                                   | Inde                                 | 233              | 233              | 302/6                        | 302/6                        |                              |                              |  |  |                                              |                                              |                                              |                                              |
|  | Inde                                         | Inde                                 |                                        |                                      |                  |                  |                              | 302/6                        |                              |                              |  |  |                                              |                                              |                                              |                                              |
|  | Bangladesh                                   | Bangladesh                           | 193                                    | 193                                  |                  |                  |                              |                              |                              |                              |  |  |                                              |                                              |                                              |                                              |
|  | Bangladesh                                   | Bangladesh                           | 193                                    | 193                                  |                  |                  |                              |                              |                              |                              |  |  |                                              |                                              |                                              |                                              |
|  |                                              |                                      |                                        |                                      |                  |                  |                              |                              |                              |                              |  |  |                                              |                                              |                                              |                                              |

#### Quarts de finale
| Date    | Stade                               | Première manche        | Second manche          | Vainqueur et écart             |
| ------- | ----------------------------------- | ---------------------- | ---------------------- | ------------------------------ |
| 18 mars | SCG, Sydney                         | Sri Lanka 133          | Afrique du Sud 134/1   | Afrique du Sud (9 guichets)    |
| 19 mars | Melbourne Cricket Ground, Melbourne | Inde 302/6             | Bangladesh 193         | Inde (109 courses)             |
| 20 mars | Adelaide Oval, Adélaïde             | Pakistan 213           | Australie 216/4        | Australie (6 guichets)         |
| 21 mars | Westpac Stadium, Wellington         | Nouvelle-Zélande 393/6 | Indes occidentales 250 | Nouvelle-Zélande (143 courses) |

#### Demi-finales
| Date    | Stade                         | Première manche      | Second manche          | Vainqueur et écart                         |
| ------- | ----------------------------- | -------------------- | ---------------------- | ------------------------------------------ |
| 24 mars | Eden Park, Auckland           | Afrique du Sud 281/5 | Nouvelle-Zélande 299/6 | Nouvelle-Zélande (4 guichets, méthode DLS) |
| 26 mars | Sydney Cricket Ground, Sydney | Australie 328/7      | Inde 233               | Australie (95 courses)                     |

#### Finale
| Date    | Stade                               | Première manche      | Second manche   | Vainqueur et écart     |
| ------- | ----------------------------------- | -------------------- | --------------- | ---------------------- |
| 29 mars | Melbourne Cricket Ground, Melbourne | Nouvelle-Zélande 183 | Australie 186/3 | Australie (7 guichets) |

## Statistiques

### Plus Grand Nombre de Courses
| Courses | Joueur           | Manches | Score élevé | Moyenne | Taux de grève | 100s | 50s |
| ------- | ---------------- | ------- | ----------- | ------- | ------------- | ---- | --- |
| 547     | Martin Guptill   | 9       | 237*        | 68,37   | 104,58        | 2    | 1   |
| 541     | Kumar Sangakkara | 7       | 124         | 108,20  | 105,87        | 4    | 0   |
| 482     | AB de Villiers   | 7       | 162*        | 96,40   | 144,31        | 1    | 3   |
| 433     | Brendan Taylor   | 6       | 148         | 72,16   | 106,91        | 2    | 1   |
| 412     | Shikhar Dhawan   | 8       | 107         | 51,50   | 91,75         | 2    | 1   |

### Plus Grand Nombre de Guichets
| Guichets | Joueur         | Manches | Moyenne | Économie | BBI  | Taux de grève |
| -------- | -------------- | ------- | ------- | -------- | ---- | ------------- |
| 22       | Mitchell Starc | 8       | 10,18   | 3,50     | 6/28 | 17,40         |
| 22       | Trent Boult    | 9       | 16,86   | 4,36     | 5/27 | 23,10         |
| 18       | Umesh Yadav    | 8       | 17,83   | 4,98     | 4/31 | 21,40         |
| 17       | Mohammed Shami | 7       | 17,29   | 4,81     | 4/35 | 21,50         |
| 17       | Morné Morkel   | 8       | 17,58   | 4,38     | 3/34 | 24,00         |